# Ommexecha macropterum
Ommexecha macropterum is een rechtvleugelig insect uit de familie Ommexechidae. De wetenschappelijke naam van deze soort is voor het eerst geldig gepubliceerd in 1836 door Blanchard.